# Радугин, Михаил Яковлевич
Михаил Яковлевич Радугин (5 ноября 1923 — 11 декабря 1995) — советский офицер-танкист, участник Великой Отечественной войны. Герой Советского Союза (24.05.1944). Генерал-майор.

## Биография
Родился в селе Кочема ныне Егорьевского района Московской области в семье священнослужителя. Русский. Окончил Егорьевское педагогическое училище и Коломенский учительский институт. В армии с января 1942 года, с мая — на фронте. В 1943 году окончил курсы младших лейтенантов. Член КПСС с 1944 года.
26 марта 1944 года командир взвода 16-й гвардейской механизированной бригады (6-й гвардейский механизированный корпус, 4-я танковая армия, 1-й Украинский фронт) гвардии лейтенант Радугин во главе взвода автоматчиков с 3 танками, находясь в разведке, прорвался в тыл противника, отходящего к Днестру. У переправы в районе сёл Демшино, Студеница (Каменец-Подольский район Хмельницкой области) отбил у противника пленных, сформировал из них батальон и успешно командовал им.
Звание Героя Советского Союза присвоено 24 мая 1944 года.
Участник парада победы 24.06.1945 года. На фронте познакомился со своей супругой Радугиной Анисией Александровной.
С 1946 года в запасе. Занимал должность секретаря Егорьевского райкома ВЛКСМ. В 1950 году вновь был призван в армию. В 1953 году окончил Владимирское военное пехотное училище. В 1958 году окончил Военно-политическую академию. Был на политической работе в войсках, работал в центральном аппарате МО СССР. С 1985 года — в запасе.
Жил в Москве. У Михаила родились двое детей - Виктор и Любовь, а затем и внуки: Михаил (сын Виктора), Николай, Владимир и Мария (дети Любови). Умер в 1995 году. Похоронен на Троекуровском кладбище. 

## Награды
- Медаль «Золотая Звезда» Героя Советского Союза № 2304;
- орден Ленина;
- орден Красного Знамени;
- орден Отечественной войны 1-й степени;
- орден Отечественной войны 2-й степени;
- орден Красной Звезды;
- орден «За службу Родине в Вооружённых Силах СССР» 3 степени;
- орден «Знак Почёта»;
- медаль "За трудовое отличие";[2]
- медали;
- иностранные медали.

## Память
- На Аллее Героев в городе Егорьевске установлен обелиск.
- В городе Егорьевск есть улица его имени.